# Монтегалдела
Монтегалдела (итал. Montegaldella) је насеље у Италији у округу Виченца, региону Венето.
Према процени из 2011. у насељу је живело 922 становника. Насеље се налази на надморској висини од 22 м.

## Становништво
Према резултатима пописа становништва 2011. у општини је живело 1.788 становника.
| 1931. | 1936. | 1951. | 1961. | 1971. | 1981. | 1991. | 2001. | 2011. |
| ----- | ----- | ----- | ----- | ----- | ----- | ----- | ----- | ----- |
| 2.079 | 2.110 | 2.053 | 1.630 | 1.248 | 1.308 | 1.555 | 1.721 | 1.788 |